# 아우소니우스

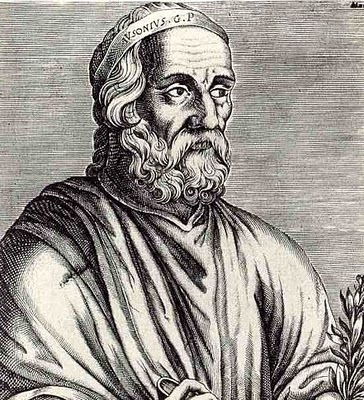

아우소니우스 (Decimus Magnus Ausonius, 310년~395년)는 로마 제정 말기의 시인이다. 보르도의 의사 아들로 태어나 수사학 교사가 되었고 후의 황제 그라티아누스의 가정교사가 되기도 했다. 그는 그리스도인이었으나 당시의 다른 작가처럼 기독교 옹호 저서 신학서를 저술하지는 않았고, 오히려 일반 문학에 관심을 가졌다. 이 때문에 세속적 기독교 문학의 개조(開祖)로 평가받는다. 작품 20권은 대부분이 각종 운율시인데, 서사시의 운율로 자연의 아름다움을 상찬한 <모젤강(江)>(370)도 포함된다.

## 같이 보기
- 프랑스 와인